# Trichosporum urdanetense
Trichosporum urdanetense är en tvåhjärtbladig växtart som beskrevs av Adolph Daniel Edward Elmer. Trichosporum urdanetense ingår i släktet Trichosporum och familjen Gesneriaceae. Inga underarter finns listade i Catalogue of Life.